# 安西ひろこ
安西 ひろこ（あんざい ひろこ、1979年2月9日 - ）は、日本の女優、タレント、モデル。アーティストハウス・ピラミッドを経てエイジアプロモーション所属。本名：安西 紘子（読み同じ）。
神奈川県相模原市出身。最終学歴は、北豊島高等学校（通信制）卒業。1998年度のフジテレビビジュアルクイーン。

## 来歴
中学卒業後、東京都町田市にある明泉学園鶴川高等学校普通科へ入学。しかし、芸能活動を一切禁止していた同校在学中にCMに出演したため自主退学し、北豊島高等学校（通信制）に編入して卒業。
1996年、グラビアアイドルとして芸能界デビュー。この時、年齢を1歳下にごまかしてデビューしていたが、成人式に2度出席していることが判明する。それから数年後、『ダウンタウンDX』にて年齢詐称を告白するが、浜田雅功に「ひとつくらいええやんか」と言われる。年齢詐称については2009年に出演した『5時に夢中!』で、「早生まれだった私の誕生年を勘違いした事務所が、間違ったプロフィールを作ったから」と釈明した。
1999年、ティーンズ雑誌のモデルとして雑誌・CM・バライティー番組・映画・TV等で活躍。2000年10月にはエイベックスからデイブ・ロジャースのプロデュースでCDデビュー。また、女優としても活動した。
2008年9月、ギャル系ファッション誌『BLENDA BLACK』にて本格的に芸能界に復帰する。7年ぶりの仕事に至った経緯や心境を綴った直筆メッセージなどが掲載された。
2009年3月、アメーバブログにてオフィシャルブログを開設。『しゃべくり007』（日本テレビ）に出演。
2009年10月、『東京ガールズコレクション』（セシルマクビー）に出演。
2010年1月30日、同日発売された著書『バルドーの告白』で、2001年から2008年まで休業した理由がパニック障害であったことを明らかにした。
2012年12月23日付の自身のブログでウィルス性胃腸炎で救急搬送された事を明かした。22日朝から発症し、近所のかかりつけ医に通院するも、「胃がちぎれるほど」の激痛で別の病院に搬送、その後は落ち着き、その日のうちに自宅療養になったという。
2014年2月6日付のブログで、プロデュースしていたファッションブランド“AnneCoquine（アンコキーヌ）”プロデューサーからの卒業（退任）を報告した。創立から1年半での退任となったが「「これからも、ファッションを含め色々な方面で発信していける仕事をしていこうと思っている」としている。
7月1日放送“解決!ナイナイアンサー2時間SP”（日本テレビ）に出演。パニック障害で休養していた詳細を明かし、芸能活動への本格復帰を宣言した。同日、ダイアモンドブログ でブログを開設。

## 人物
- 特技は柔道（初段）と水泳。柔道は中学時代、神奈川県大会ベスト8まで進んだ実力の持ち主[要出典]。
- 姉がいる[12]。

## 受賞歴
- 1998年年度のフジテレビビジュアルクイーン（FujiTelevision Presents Visual Queen of The Year）選出受賞
- 第38回ゴールデン・アロー賞音楽新人賞受賞
- 最優秀プロブロガー賞-LINE BLOG OF THE YEAR 2015-

## 出演

### テレビドラマ
- ギフト（1997年、フジテレビ）
- Days（1998年、フジテレビ）
- 救急ハート治療室（1999年、関西テレビ・フジテレビ系） - 佐野まゆみ 役
- 20歳の結婚（2000年、TBS系） - 麻生恵 役
- スタアの恋（2001年、フジテレビ系） - 日向麗子 役
- 世にも奇妙な物語 春の特別編 (2018年、フジテレビ)-野中明枝　役

### バラエティ
- BiKiNi（1997年10月 - 1998年9月、テレビ東京）
- ウッチャンナンチャンの炎のチャレンジャーこれができたら100万円!!（1998年4月 - 2000年3月、テレビ朝日）
- ごごいち（1998年4月 - 9月、フジテレビ）
- 恋のチューンネップ!!（1998年10月 - 1999年9月、日本テレビ）
- 特捜TV!ガブリンチョ（1998年10月 - 2001年3月、テレビ朝日）
- 加ト・けん・たけしの世紀末スペシャル!!（1998年12月19日、フジテレビ）
- マジカル頭脳パワー!!（1999年5月 - 9月、日本テレビ）
- グラビアの美少女（MONDO21）
- サンデージャポン（TBS、2009年7月5日以降不定期）
- 東京女神コレクション　ガールズハッピースタイル(レギュラー出演　2018年、テレビ埼玉 • チバテレ• FOX)
- 男と女の幸せってなんだ?（2019年10月8日、フジテレビ）[13] - 幸せ探し人

### インターネット番組
- みんなの願いを叶えたい！水曜（2009年7月15日、あっ!とおどろく放送局）
- ロッテリア「絶妙ハンバーガー」記者発表会　第2部（あっ!とおどろく放送局）
- 安西ひろこ 応援コメント （あっ!とおどろく放送局）

### CM
- NTTドコモ北海道
- ツーカーセルラー東京
- 資生堂
- 日本コカ・コーラ ジョージア
- ロッテ 雪見だいふく
- ロッテリア　松茸バーガー
- アラクス ノーシンピュア
- 明星食品 一平ちゃんラーメン 一平ちゃん焼そば
- 東芝
- 日本赤十字社
- ダリヤ 桃のストパー
- 東京都消費生活総合センター

### 映画
- 渚のシンドバッド（1995年、東宝）
- 岸和田少年愚連隊 野球団〈岸和田少年野球団〉（2000年）

## 作品

### 写真集
- Mystic（1997年10月、英知出版、撮影：鯨井康雄）ISBN 978-4-7542-1175-2
- ヒロイン（1998年3月、白泉社、撮影：木村晴）ISBN 978-4-592-73150-4
- Embrace（1998年10月、ワニブックス、撮影：斉藤清貴）ISBN 978-4-8470-2502-0
- Pleasure blue（1999年3月、ぶんか社、撮影：山内順仁）ISBN 978-4-8211-2264-6
- Privates（1999年9月、テイ・アイ・エス、撮影：野村誠一）ISBN 978-4-88618-201-2
- 最後の蒼（2000年2月、近代映画社、撮影：北村崇）ISBN 978-4-7648-1909-2

### 書籍
- ハッピーガーリー（2000年9月、主婦と生活社）ISBN 978-4-391-61154-0
- 安西ひろこFASHION BOOK AFFECT(Bamboo Mook)（2001年5月、竹書房）ISBN 978-4-8124-0735-6
- アール―安西ひろこFashionBook（2001年12月、講談社、撮影：塚田和徳）ISBN 978-4-06-336346-3
- バルドーの告白（2010年1月30日、角川春樹事務所）ISBN 978-4-7584-1151-6

### イメージビデオ
VHS
- 安西ひろこ'97 No.1美少女アイドル（1997年、笠倉出版社）
- この胸をあなたに・17才 （1997年、hmp）
- Hi! Roco & Roco フジテレビ VISUAL QUEEN OF THE YEAR（1998年、ポニーキャニオン）
- Final Beauty 安西ひろこ（1999年、ビームエンタテインメント）

DVD
- Final Beauty 安西ひろこ（1999年、ビームエンタテインメント）
- Feel in ITALY（2001年、キングレコード）
- ЯESOLUTION（2001年、エイベックス）

## 音楽
全てavex traxからリリース。

### シングル
1. True Love（2000年10月18日）オリコン15位、登場回数5回。「ただいま満室」挿入歌
2. Necessary（2001年4月25日）オリコン37位
  1. Necessary (J-POP Ver.)[4:23]
作詞：安西ひろこ・相田毅／作曲：菊池一仁／編曲：明石昌夫
    - 「OLヴィジュアル系」主題歌/ダリヤ「ベネゼル　ストレートパーマピュア」CMソング

  2. Necessary (EUROBEAT Ver.)[4:15]
編曲：DAVE RODGERS
  3. Necessary (CLUB Ver.)[4:21]
編曲：日高智
  4. Necessary (J-POP Ver.) (KARAOKE)[4:24]
  5. Necessary (EUROBEAT Ver.) (KARAOKE)[4:15]
  6. Necessary (CLUB Ver.) (KARAOKE)[4:19]
3. Andersen（2001年9月5日）オリコン44位
  1. Andersen (DISCO Ver.)[4:35]
作詞：安西ひろこ・渡辺なつみ／作曲・編曲：ダンス☆マン
    - ANB系「目撃!ドキュン」エンディングテーマ

  2. Andersen (J-POP Ver.)[4:18]
編曲：明石昌夫
  3. Andersen (EUROBEAT Ver.)[4:44]
編曲：DAVE RODGERS
  4. Andersen (DISCO Ver.) (KARAOKE)[4:35]
  5. Andersen (J-POP Ver.) (KARAOKE)[4:18]
  6. Andersen (EUROBEAT Ver.) (KARAOKE)[4:41]
4. Let You Go（2001年10月24日）オリコン54位
  1. Let You Go (J-POP Ver.)[4:26]
作詞：安西ひろこ・渡辺なつみ／作曲・編曲：原一博
    - ロッテ「カルティ」CMソング

  2. Let You Go (Trance Ver.)[8:39]
編曲：KO-I
  3. Let You Go (EUROBEAT Ver.)[4:21]
編曲：DAVE RODGERS
  4. Let You Go (J-POP Ver.) (KARAOKE)[4:25]
  5. Let You Go (TRANCE Ver.) (KARAOKE)[8:39]
  6. Let You Go (EUROBEAT Ver.) (KARAOKE)[4:17]

### アルバム
1. ЯEAL（2001年11月28日）オリコン49位
  1. ЯEAL[0:04]
  2. Let You Go (TRANCE Ver.Album EDIT)[3:12]
  3. True Love (Album Ver.)[4:32]
  4. Necessary[4:20]
  5. Let You Go[4:24]
  6. Heart is Never Break Out[5:10]
  7. Your Song[4:00]
  8. Do I Miss You?[4:01]
  9. Believer[4:14]
  10. White Heart[3:47]
  11. Andersen (▼DANCE★MAN TRACKS) (＞＞DISCO & CLUB Ver.NONSTOP MIX)[4:20]
  12. Reality＞Eternity (▼DANCE★MAN TRACKS) (＞＞DISCO & CLUB Ver.NONSTOP MIX)[2:16]
  13. True Love (▼DANCE★MAN TRACKS) (＞＞DISCO & CLUB Ver.NONSTOP MIX)[1:30]
  14. Do I Miss You? (▼GTS TRACKS) (＞＞DISCO & CLUB Ver.NONSTOP MIX)[4:37]
  15. Necessary (Album EDIT) (▼GTS TRACKS) (＞＞DISCO & CLUB Ver.NONSTOP MIX)[5:38]
  16. True Love (▼DAVE RODGERS TRACKS) (＞＞EUROBEAT Ver.NONSTOP MIX)[3:38]
  17. Reality＞Eternity (▼DAVE RODGERS TRACKS) (＞＞EUROBEAT Ver.NONSTOP MIX)[3:26]
  18. Necessary (▼DAVE RODGERS TRACKS) (＞＞EUROBEAT Ver.NONSTOP MIX)[2:21]
  19. Andersen (▼DAVE RODGERS TRACKS) (＞＞EUROBEAT Ver.NONSTOP MIX)[2:48]
  20. Let You Go (▼DAVE RODGERS TRACKS) (＞＞EUROBEAT Ver.NONSTOP MIX)[2:45]
  21. Do I Miss You? (▼DAVE RODGERS TRACKS) (＞＞EUROBEAT Ver.NONSTOP MIX)[3:41]

### DVD
1. RESORUTION（2001年12月12日）

### その他
1. J-EURO NON-STOP BEST（2001年09月27日）
8.True Love
2. DRAMATIC DRAMA THEME SONG SELECTION（2001年12月12日）
3.True Love (EUROBEAT Ver.)
3. SUPER EUROBEAT VOL.150 （2004年8月4日）AVCD-10150
ディスク2にTrue Love収録